# Певците
Певците (болг. Певците) — село в Болгарии. Находится в Пловдивской области, входит в общину Карлово. Население составляет 457 человек.

## Политическая ситуация
В местном кметстве Певците, в состав которого входит Певците, должность кмета (старосты) исполняет Николина Ненова Лучева (коалиция в составе 4 партий: Политический клуб «Экогласность», Земледельческий союз Александра Стамболийского (ЗСАС), Движение за социальный гуманизм (ДСХ), Болгарская социалистическая партия (БСП)) по результатам выборов правления кметства.
Кмет (мэр) общины Карлово — Найден Христов Найденов (коалиция партий:Болгарская социалистическая партия (БСП), Земледельческий союз Александра Стамболийского (ЗСАС), Болгарская социал-демократия, Движение за социальный гуманизм (ДСХ), политический клуб «Экогласность», политический клуб «Фракия») по результатам выборов в правление общины.